# Communauté de communes de Haute Bléone
La communauté de communes de Haute Bléone est une ancienne communauté de communes française, située dans le département de Alpes-de-Haute-Provence en région Provence-Alpes-Côte d'Azur.

## Historique
Le projet de schéma départemental de coopération intercommunale (SDCI) de 2011 prévoyait la constitution d'une communauté d'agglomération autour de Digne-les-Bains. Il n'a pu être mis en œuvre, d'autant plus qu'un amendement, adopté, proposait le maintien de la communauté de communes de Haute Bléone en l'état.
La loi no 2015-991 du 7 août 2015 portant nouvelle organisation territoriale de la République, dite « loi NOTRe », impose aux établissements publics de coopération intercommunale à fiscalité propre une population supérieure à 15 000 habitants, avec des dérogations, sans pour autant descendre en dessous de 5 000 habitants. Avec une population municipale de 1 805 habitants en 2012, la communauté de communes de Haute Bléone ne peut pas se maintenir. Le SDCI, dévoilé en octobre 2015, proposait la fusion avec les communautés de communes Asse Bléone Verdon, de la Moyenne Durance, des Duyes et Bléone et du Pays de Seyne. La nouvelle structure intercommunale (pôle dignois), qui deviendra une communauté d'agglomération, constituera « un pôle d'attraction et de transition entre l'ouest du département, organisé autour du pôle manosquin et le long du val de Durance, et l'est du département, […] à dominante rurale ».
Mis à part le rejet de la sortie de Saint-Julien-d'Asse (appartenant à la communauté de communes Asse Bléone Verdon) du pôle dignois, aucune autre modification n'est apportée après la réunion de la commission départementale de coopération intercommunale du 21 mars 2016, à l'issue de l'adoption du SDCI le 25 mars.
La fusion a été prononcée par l'arrêté préfectoral no 2016-294-002 du 21 octobre 2016 ; la nouvelle structure intercommunale portera le nom de « Provence Alpes Agglomération ».

## Territoire communautaire

### Géographie
La communauté de communes de Haute Bléone est située au centre du département des Alpes-de-Haute-Provence, dans l'arrondissement de Digne-les-Bains.

### Composition
La communauté de communes contenait les communes d'Archail, Beaujeu, Le Brusquet, Draix, La Javie et Prads-Haute-Bléone.

### Démographie
| 1968 | 1975 | 1982  | 1990  | 1999  | 2008  | 2013  |
| ---- | ---- | ----- | ----- | ----- | ----- | ----- |
| 888  | 934  | 1 186 | 1 482 | 1 691 | 1 779 | 1 811 |

## Administration

### Siège
La communauté de communes siège au Brusquet.

### Les élus
La communauté de communes est gérée par un conseil communautaire composé de 18 membres représentant chacune des communes membres et élus jusqu'à la disparition de la structure intercommunale.
À la suite du décès du maire d'Archail, Maurice Ferrary, l'organisation d'une élection municipale partielle dans cette commune impose une nouvelle répartition du nombre de sièges au conseil communautaire (arrêté préfectoral no 2015-356-005 du 22 décembre 2015). Ces membres sont alors répartis comme suit :
| Nombre de délégués | Communes                |
| ------------------ | ----------------------- |
| 9                  | Le Brusquet             |
| 4                  | La Javie                |
| 2                  | Prads-Haute-Bléone      |
| 1                  | Archail, Beaujeu, Draix |

### Compétences
L'intercommunalité exerce des compétences qui lui sont déléguées par les communes membres.
Ces compétences sont :
- développement et aménagement économique ;
- aménagement de l'espace communautaire ;
- environnement et cadre de vie ;
- sanitaire et social ;
- développement touristique ;
- développement et aménagement social et culturel.

### Régime fiscal et budget
La communauté de communes applique la fiscalité additionnelle.
- Total des produits de fonctionnement : 346 000 €uros, soit 188 €uros par habitant
- Total des ressources d’investissement : 43 000 €uros, soit 23 €uros par habitant
- Endettement : 181 000 €uros, soit 99 €uros par habitant[8].